# Палеодиктиоптероиды
Палеодиктиоптероиды (лат. Palaeodictyopteroidea) — надотряд вымерших палеозойских насекомых, характеризующихся особым клювообразным ротовым аппаратом, состоящим из пяти стилетов.

## Описание
Палеодиктиоптероиды — первые из значимых наземных растительноядных и первая важная группа растительноядных насекомых. Появились в середине каменноугольного периода, вымерли в конце пермского. Около половины известных видов палеозойских насекомых принадлежат к палеодиктиоптероидам.
Насекомые средних и крупных размеров, длина от 20 до 400 мм. Обладают сосущими ротовыми органами. Личинки палеодиктиоптероидов вели наземный образ жизни, зачатки крыльев были свободны, и имели рудиментарное жилкование. Ротовой аппарат личинок также был похож на ротовой аппарат взрослых особей.
Палеодиктиоптероидное крыло обычно считается предковым, от которого произошли другие типы крыльев. Существует полная система жилкования, обычно с вогнутыми компонентами (Rs, MP, CuP), отходящими как задние ветви от выпуклых компонентов, и с полностью развитым кубито-анальным полем, иногда более или менее расширенным. Поперечные жилки многочисленные. Голова умеренно крупная, округлая, с простыми усиками, ротовым аппаратом, приспособленным для покусывания, и хорошо развитыми челюстями. Две пары крыльев почти одинакового размера, одинаковой формы и примитивного жилкования, неспособные загибаться назад над брюшком; иногда на первом грудном сегменте имеется рудиментарная третья пара крыльев. Брюшко состоит из десяти почти гомономных сегментов, часто с плевральными лопастями. Терминальный сегмент часто с сильно удлинёнными церками.
Переднегрудь и сегменты брюшка обычно с латеральными параноталиями (параноталии переднеспинки могут быть круглыми), иногда с краевыми шипами или утрачены. Крылья костализированные (с C, SC и R широкие и расположенные относительно близко друг к другу), с одной дугообразной жилкой M (либо MA, либо MA + MA1), образующей передний край системы M. Костальный край от прямого до слегка выпуклого, костальное пространство узкое, RS преимущественно гребенчатая, MA слабоветвистая. Заднее крыло с анальным краем умеренно увеличено. Полёт, скорее всего, был переменным: был быстрым, но не маневрённый, часто бипланного типа (с широко перекрывающимися передними и задними крыльями) у самых крупных палеодиктиоптероидов; более манёвренный и универсальный по скорости полета у средних форм с широкими базами крыла; он также мог быть медленным и очень манёвренным, также имевший к способность зависать в случае с узкой базой крыла. Ноги почти не использовались при ходьбе, часто ноги были с цеплятельными приспособлениями, особенно у передней пары (тазики смещены или наклонены вперёд, лапки иногда бывают 2-члениковыми с одним толстым коготком и т. д.). Яйцеклад от короткого до умеренно длинного, режущий (вероятно, использовавшийся для помещения яиц в ткани растений), с ножнами короче стилетов, с длинным стержнем. Церки длинные, многочлениковые. Развитие было постепенным, с имагинальными линьками. Взрослые и, скорее всего, неполовозрелые особи питались за счет всасывания содержимого семязачатков голосеменных растений.

## Возраст
Каменноугольный и пермский периоды. Обнаруживались на территориях, где когда-то располагался материк Лавруссия и где располагается Сибирская платформа.

## Систематика
Палеодиктиоптероиды под названием Dictyoneuridea были впервые выделены в 1906 году австрийским энтомологом и палеонтологом Антоном Хандлиршем.
По данным сайта Paleobiology Database, на июль 2018 года в надотряд включают 3 вымерших отряда:
- Отряд Diaphanopterodea Handlirsch, 1906 (около 50 видов, более 20 семейств)
  - = Diaphanopterida Handlirsch, 1906

- Отряд Megasecoptera Brongniart, 1885 (около 60 видов, более 20 семейств)
  - = Protohymenoptera Tillyard, 1924
  - = Synsecoptera Martynov, 1929
  - = Mischopterida Handlirsch, 1906

- Отряд Palaeodictyoptera Goldenberg, 1887 (около 200 видов, до 40 семейств)
  - = Archodonata Martynov, 1932
  - = Dictyoneurida Handlirsch, 1906
  - = Hemiodonata Zalessky, 1946
  - = Permothemistida Martynov, 1938
  - = Protohemiptera Handlirsch, 1906